# Almenäs badplats

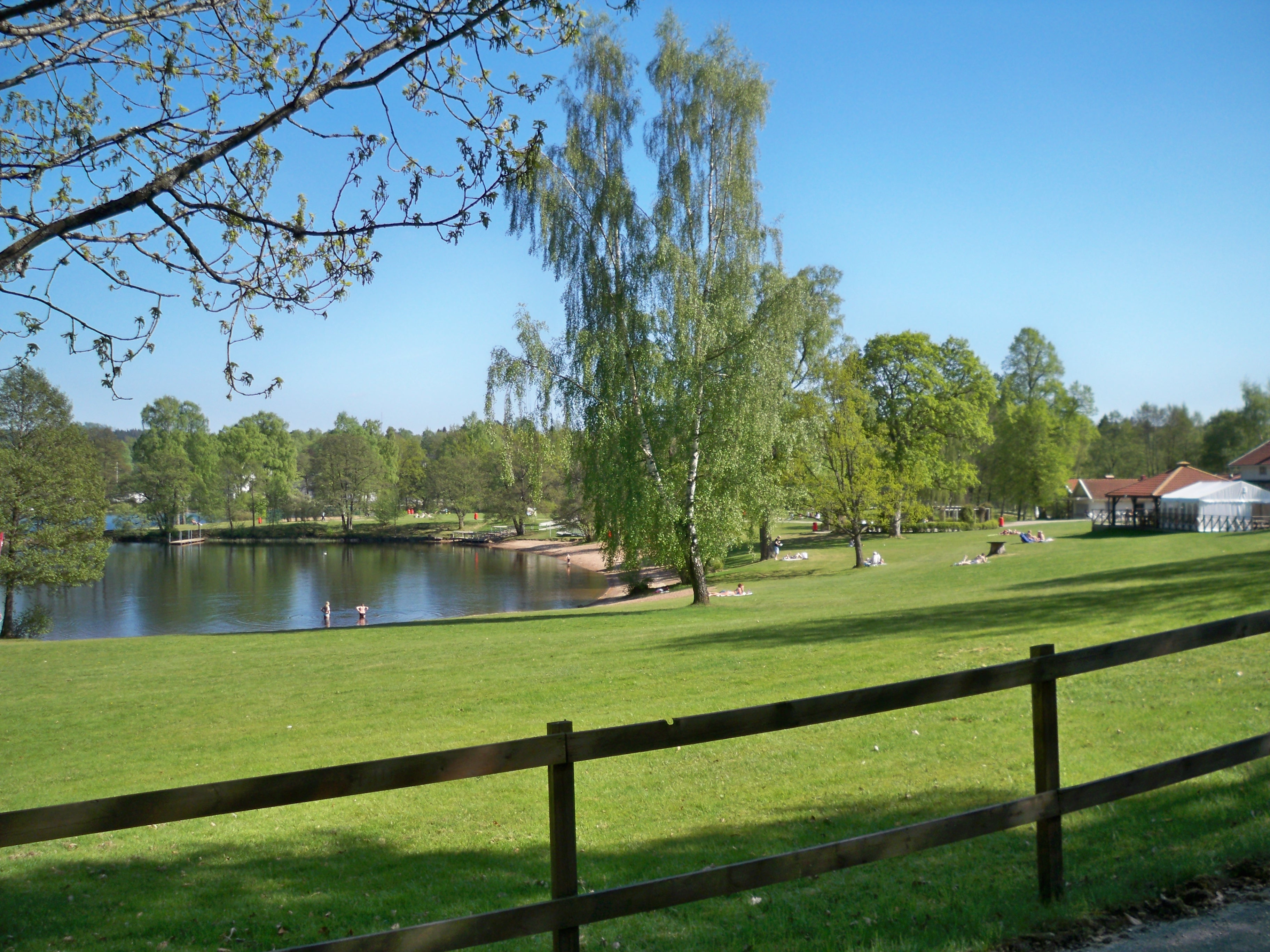
Den långsmala insjövikens badplats.

Almenäs badplats eller bara Almenäs (utt. [âlːmɛnæːs]) ligger längst in i en långsmal vik vid Öresjös södra ände, i stadsdelen Almenäs några kilometer norr om Borås centrum. Strax intill fortsätter Viskan sitt långa lopp mot Kattegatt. 

## Historik och faciliteter
Lämningar av boplatser från stenåldern har konstaterats vid badplatsen. Området tillhörde länge Svenska kyrkan exklusivt, men under 1900-talet öppnades det för allmänheten. I slutet av seklet övertogs förvaltningen av Borås kommun. 
Badplatsen har bedömts ha en utmärkt ekologisk och kemisk vattenkvalitet de senaste tre åren (2011). Det finns cykelvägar till platsen och bussförbindelser (linje 19). På sommaren är det en svalkande oas för solbad i Borås, med upp till 3000 badgäster om dagen, vilket gör Almenäs till Borås Stads mest välbesökta badplats soliga sommardagar. Här finns sluttande grässtränder runt insjöviken med en ungefär 150 meter lång sandstrand vid bryggorna och en stor gräsplan för bollspel i närheten. Badet är långgrunt och har sandbotten. Det finns ett café med en liten pub som är öppen sommartid, Almenäs Café & Kök. Det finns även gott om parkeringsplatser, liksom tillgång till grillplatser, handikappramper, bänkar, uteduschar, toaletter och omklädningsbås. 
Ett mindre fartyg, M/S Svanen byggt 1882, har turer runt Öresjö sedan 2001. Det fraktades hit från skärgårdssjön Runn det året. Den dryga 15 meter långa och nästan 4 meter breda farkosten, som då hette Slussbruden, döptes samtidigt om och fick namn efter den märkliga lokomotivångaren Svanen, som trafikerade Öresjö under en enda säsong år 1892. M/S Svanen utgår från Almenäs badplats, med möjlighet att äta en bit mat ombord eller bara ta en fika, emellanåt även med musikunderhållning.

## Bilder

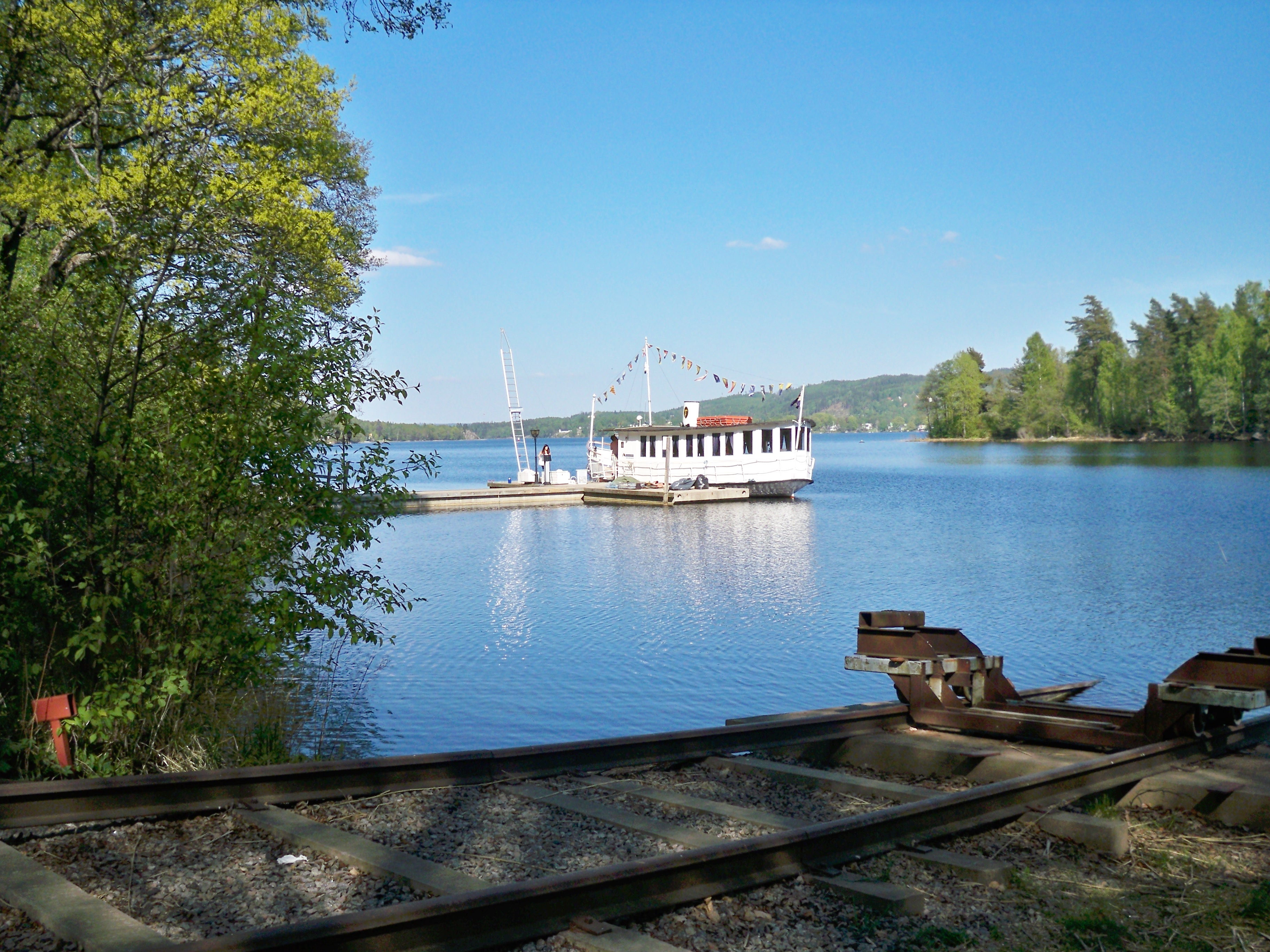
M/S Svanen förtöjd vid sin kaj i Almenäs.

## Utmärkelse
Almenäs badplats har tilldelats så kallad Blå Flagg, vilket innebär att badet uppfyller ett antal kriterier för vattenkvalitet, service och säkerhet. Öresjö var en av de första insjöarna i Sverige att tilldelas denna utmärkelse.

## Fotnoter
1. ↑  ”Fakta kring M/S Svanen.”. http://commons.wikimedia.org/wiki/Category:Swan_%28ship,_1882%29. Wikimedia Commons
2. ↑  ”Info kring Blå Flagg”. Arkiverad från originalet den 11 augusti 2010. https://web.archive.org/web/20100811181606/http://www.amiljo.se/svensk/blueflag.htm. amiljo.se